# Stephanus Jacobus van Royen (1796-1847)
Stephanus Jacobus van Royen (Havelte, 15 februari 1796 - Doldersum, 1 juni 1847) was een Nederlandse burgemeester.

## Leven en werk
Van Royen werd in 1796 in Havelte geboren als zoon van Jacobus van Roijen en Margje Jans. Hij studeerde rechten en promoveerde in 1818 op een proefschrift aan de Groningense universiteit. In 1819 werd hij, op 23-jarige leeftijd, benoemd tot burgemeester van het Drentse Diever. Hij volgde in die functie zijn gelijknamige oom Stephanus Jacobus van Royen op. Hij was zo'n 28 jaar burgemeester van deze gemeente. Hij overleed op 1 juni 1847 op 51-jarige leeftijd in zijn woonplaats Doldersum na een ziekteperiode van vijf maanden. Van Royen was ongehuwd. Hij werd als burgemeester opgevolgd door zijn neef Stephanus van Royen.